# Pustkowie (województwo zachodniopomorskie)
Pustkowie – osada w Polsce położona w województwie zachodniopomorskim, w powiecie szczecineckim, w gminie Grzmiąca. Miejscowość wchodzi w skład sołectwa Radomyśl.
Pustkowie korzysta z własnych, odnawialnych źródeł energii. W miejscowości funkcjonuje niewielka elektrownia wodna na Parsęcie (moc 35 kW) oraz system kolektorów słonecznych.